# Phthonosema serratilinearia
Phthonosema serratilinearia là một loài bướm đêm trong họ Geometridae.